# Župnija Primskovo na Dolenjskem
Župnija Primskovo na Dolenjskem je rimskokatoliška teritorialna župnija dekanije Litija nadškofije Ljubljana.

### Farne spominske plošče
V župniji so postavljene Farne spominske plošče, na katerih so imena vaščanov iz okoliških vasi (Dolnji in Gornji Vrh, Gradišče, Ješče, Ježni Vrh, Kamni Vrh, Mišji Dol, Mulhe, Obla Gorica, Poljane, Primskovo, Sevno, Stara Gora, Vinji Vrh in Zagrič) ki so padli nasilne smrti na protikomunistični strani v letih 1942-1945. Skupno je na ploščah 85 imen.